# Индустријска зона Контрада ла Маркеза (Бари)
Индустријска зона Контрада ла Маркеза (итал. Zona Industr. Contrada la Marchesa) је насеље у Италији у округу Бари, региону Апулија.
Према процени из 2011. у насељу је живело 13 становника. Насеље се налази на надморској висини од 71 м.